# Issenye
Issenye è una circoscrizione mista (mixed ward) della Tanzania situata nel distretto di Serengeti, regione del Mara. Conta una popolazione di 15 792 abitanti (censimento 2012).